# Lluïsa Forrellad i Miquel
Lluïsa Forrellad i Miquel   (Sabadell, 17 de maig de 1927 - 4 d'agost de 2018) va ser una escriptora catalana en català i en castellà, germana bessona de Francesca Forrellad.

## Biografia
Fou una de les cofundadores del grup de teatre Quadre Escènic de la Puríssima de Sabadell el 1948, del qual també va ser actriu, i va escriure dos drames en castellà: Dos razones i Regimiento de caza 43. Però es donarà a conèixer al gran públic el 1953, en què guanya el premi Nadal amb Siempre en capilla, la seva primera novel·la. L'obra narra en primera persona, des d'un curiós punt de vista, els tràngols de dos metges i d'un químic acabats de doctorar durant una epidèmia de diftèria al Londres de la fi del segle xix.
Difícil de classificar, potser dins d'un romanticisme gòtic tardà, i especialment en el context de l'època i de la resta de novel·les guanyadores aleshores del Nadal, totes enquadrades, dins d'un major o menor interès literari, en l'anomenat realisme social de la postguerra, resulta, més de cinquanta anys després de la seva publicació, una lectura decididament excitant.
Aclaparada pel ressò d'un èxit tan sorprenent i per la pressió dels mitjans de comunicació, disposats a saber més de la seva vida, Lluïsa Forrellad va voler desaparèixer del mapa literari sense dir res. I, amb el pas del temps, el seu nom es va anar oblidant.
Des de llavors va dedicar el temps a escriure i, a poc a poc, va anar enllestint una desena de novel·les. Després de més de 50 anys de silenci, el 2006 va publicar una de les obres que havia estat escrivint, Foc latent, per a la qual l'autora havia fet una exhaustiva recerca de materials històrics. La novel·la narra una història romàntica ambientada en la Barcelona convulsa del pas del segle xix al xx, en què es barregen passions, secrets i revoltes.
L'any 2007 va sortir publicada la versió catalana, traduïda per ella mateixa, del seu gran èxit, Sempre en capella. El 2008 va publicar la novel·la Retorn amarg.
Hi ha qui diu que Forrellad va deixar obra sense publicar, segurament, una desena de novel·les, però només es té certesa d'una que podria ser publicada en un futur.

### Obres de teatre
- Dos razones
- Regimiento de caza 43

### Novel·les
- Siempre en capilla (Barcelona: Editorial Destino, 1953)
- Foc latent (Barcelona: Angle Editorial, 2006)
- Sempre en capella (Barcelona: Angle Editorial, 2007), traducció de l'original en castellà del 1953.
- Retorn amarg (Barcelona: Angle Editorial, 2008)
- El primer assalt (Barcelona: Angle Editorial, 2009)
- L'olor del mal (Barcelona: Angle Editorial, 2011)

### Les seves obres en traducció
al català:
- Sempre en capella, traducció de l'autora. Vegeu a dalt.

a l'alemany:
- Die ewige Angst (Siempre en capilla), traducció de Heinz Müller (Mannheim: Ludwig Maier & Gerhard Neumann Verlag, 1956)
- Arzt in der Entscheidung (Siempre en capilla), traducció de? (Luzern: Schweizer Vols-Buchgemeinde, 1963).

#### Adaptacions per la televisió
- “Siempre en Capilla”, adaptació de ?, TVE, 1966
- “Siempre en Capilla”, nova adaptació, de ?, TVE, 1977